# Peñalba de Ávila
Peñalba de Ávila – gmina w Hiszpanii, w prowincji Ávila, w Kastylii i León, o powierzchni 23,52 km². W 2011 roku gmina liczyła 129 mieszkańców.